# Polo geográfico

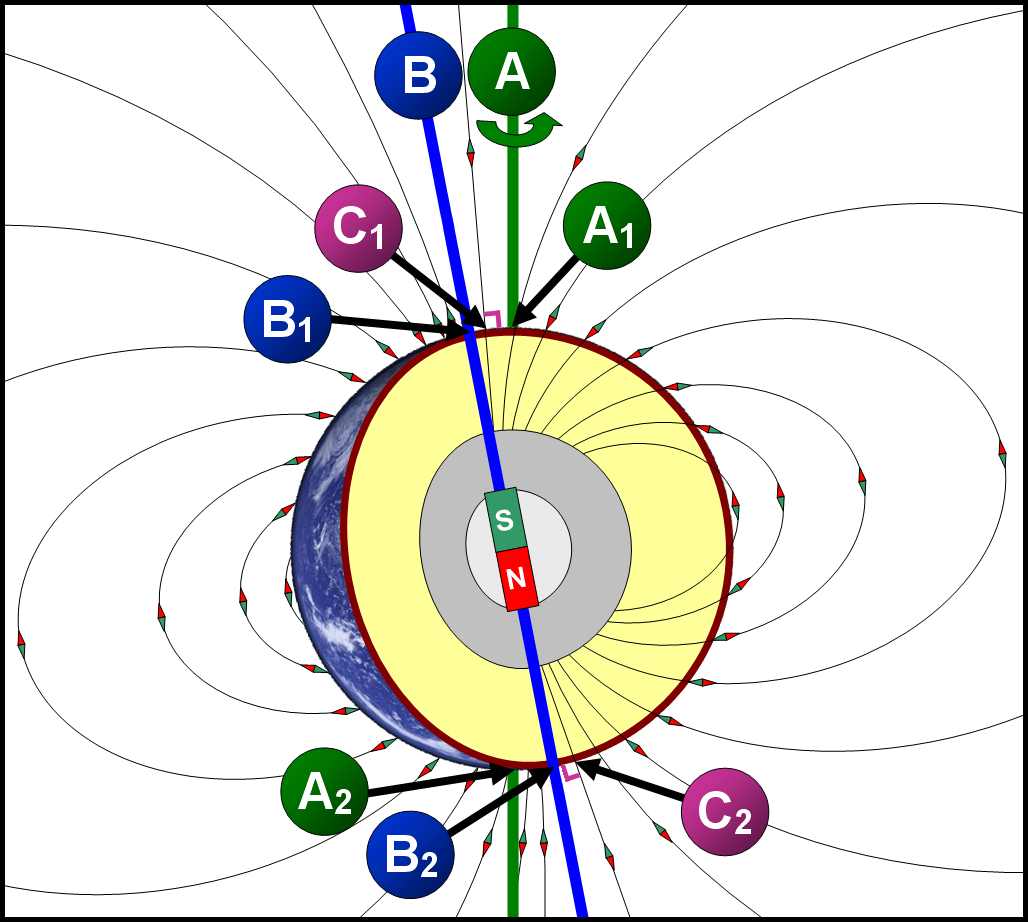
Eixo geográfico de rotação A (verde), exibindo os polos Norte geográfico A1, e Sul geográfico A2; exibindo também um campo magnético e o eixo de rotação magnético B (azul), e também os polos Norte magnético B2, e Sul magnético B1.

O termo polo geográfico (pré-AO 1990: pólo geográfico) é empregado para designar cada uma das extremidades do eixo imaginário da Terra e que são denominadas:
- Polo Norte, situado num ponto onde o oceano tem 4 087 metros de profundidade
- Polo Sul, situado a 2 992 metros acima do nível do mar.

A iluminação solar é simétrica em ambos os polos, sendo duração de um dia completo o período de doze meses, seis de luz diurna e seis de escuridão noturna alternados. Os polos geográficos terrestres são fixos ao sentido de rotação do planeta e não coincidem com direção das linhas de força que apontam para os polos magnéticos. O prolongamento do eixo do planeta vai encontrar a esfera celeste em dois pontos chamados polos celestes.
A Terra se movimenta em relação a seu próprio eixo, e este leva os polos a descrever uma curva ao redor de uma posição média.
Em razão desse movimento, durante o século XX, o polo norte oscilou num espaço de vinte metros quadrados. Existe ainda o fenômeno da nutação, que, em astrometria, é a oscilação do eixo do planeta em torno da posição média que ocuparia, em consequência da precessão dos equinócios. Assim, o eixo terrestre muda lentamente de direção ao longo da eclíptica na direção oeste, num período de cerca de 26 000 anos.
Esses movimentos, porém, não alteram a latitude ou a longitude.